# 알제리 U-23 축구 국가대표팀
알제리 U-23 축구 국가대표팀(아랍어:  تحت 23 سنة لكرة القدم منتخب الجزائر
)은 알제리를 대표하는 18세 이하의 축구 국가대표팀으로, 알제리의 축구 관리 기관인 알제리 축구 연맹의 관리를 받는다. 올림픽에 2번 참개 1980년에는 8강에 진출했으며, 아프리칸 게임에는 7번 참가해 1978년에 금메달을 획득, 아프리카 U-23 네이션스컵에는 2번 참가해 은메달을 획득했다.